# Antoine et Sébastien
Antoine et Sébastien è un film del 1974 diretto da Jean-Marie Périer.

## Trama
Antoine, un energico sessantenne, prende in simpatia il giovane Sébastien. Vorrebbe che diventasse il marito di sua figlia Nathalie, innamorata di un americano.